# Ljubić (miasto Čačak)
Ljubić (cyr. Љубић) – wieś w Serbii, w okręgu morawickim, w mieście Čačak. W 2011 roku liczyła 61 mieszkańców.